# Dick Turpin (film)
Dick Turpin is een Amerikaanse historische avonturenfilm uit 1925. Hoofdrolspeler Tom Mix maakte met dit kostuumdrama een ommezwaai van zijn gebruikelijke westernrollen naar een vertolking van de historische figuur Dick Turpin. De stomme film is bewaard gebleven en kopieën ervan liggen in het George Eastman House in Rochester, het Museum of Modern Art in New York en bij het Zweeds Filminstituut in Stockholm. In Nederland werden vier titels gebruikt, naast Dick Turpin ook Tom Mix, de galante bandiet, Tom Mix als ridder zonder vrees en Een kerel zonder vrees.
De meeste scènes waarin een jonge Carole Lombard speelde, werden uit de film geknipt. Ook acteur Buck Jones speelde een klein rolletje in de film.

## Verhaal
De Engelse struikrover Dick Turpin (Tom Mix) komt er na het beroven van Lord Churlton (Philo McCullough) achter dat de edelman gaat trouwen met Alice Brookfield (Kathleen Myers), die dat op haar beurt helemaal niet ziet zitten. Zij vindt hem walgelijk, maar wordt tot het huwelijk gedwongen door haar familie. Met de hulp van haar dienstmeid Sally (Lucille Hutton) bekokstooft hij een plan: hij smokkelt Alice, verkleed als jongen, naar York. Het plan mislukt echter en Dick Turpin wordt achterna gezeten door de autoriteiten. Maar hij weet te ontsnappen en redt Alice net op tijd, samen vinden ze een veilige plek in Frankrijk.

## Rolverdeling

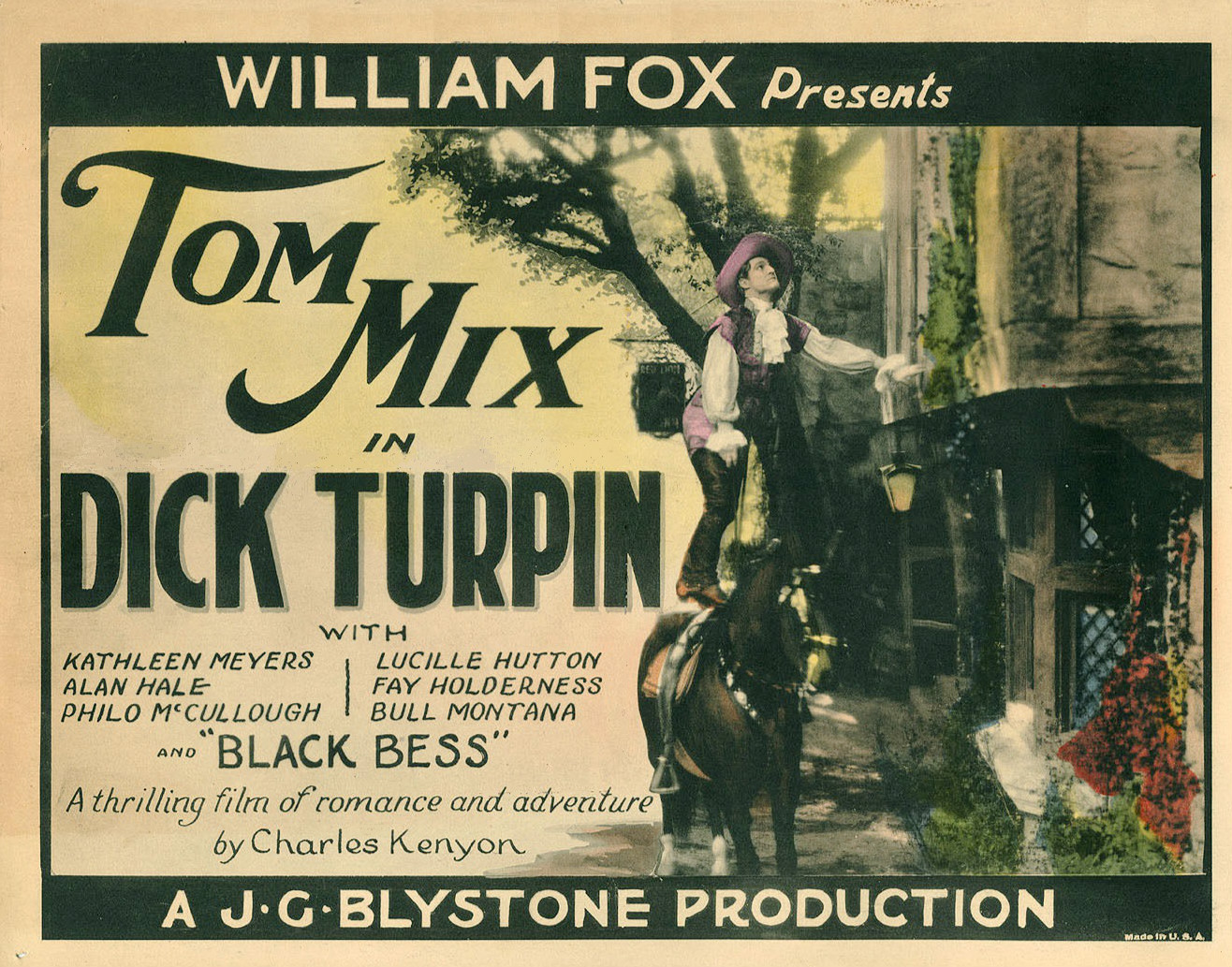
Advertentie voor de film

| Acteur           | Personage            |
| ---------------- | -------------------- |
| Tom Mix          | Dick Turpin          |
| Kathleen Myers   | Alice Brookfield     |
| Philo McCullough | Lord Churlton        |
| James Marcus     | Squire Crabstone     |
| Lucille Hutton   | Sally, de dienstmeid |
| Alan Hale        | Tom King             |
| Bull Montana     | Bully Boy            |
| Fay Holderness   | Barvrouw             |
| Jack Herrick     | Bristol Bully        |
| Fred Kohler      | Taylor               |
| Buck Jones       | Figurant             |
| Carole Lombard   | Figurant             |